# Marquesado del Salar
El marquesado del Salar es un título nobiliario español creado por el rey Carlos II en favor de Juan Fernando Pérez del Pulgar y Rico de Rueda, VII señor y alcalde del Salar y su castillo, alférez mayor y regidor perpetuo del Salar de Loja, el 27 de febrero de 1693. Le fue otorgada la Grandeza de España el 19 de septiembre de 1834 por Isabel II.
Su nombre hace referencia al municipio de Salar, en la provincia de Granada.

## Historia de los marqueses del Salar
- Juan Fernando Pérez del Pulgar y Rico de Rueda, I marqués del Salar,[1] maestre de campo, general de infantería, caballero de la Orden de Calatrava, VII señor y alcalde del Salar y su castillo, señor de los molinos de Fez, Túnez y Tremecén en África, de las Casas del Pulgar, La Membrilla, Blimera, Madina del Corral de la Rosa, de Lopera, así como alférez mayor y regidor perpetuo del Salar de Loja y patrono de todos los patronatos de su casa.[2] Era hijo de Fernando Pérez del Pulgar Osorio Sandoval y Fernández de Córdoba, caballero de la Orden de Calatrava y alcalde mayor de Loja, y de Juana Rico de Rueda y Narváez.[2]

Casó el 30 de julio de 1670 con Paula Francisca de Zubiaurre y Dallo. Le sucedió su nieto:
- Fernando Pérez del Pulgar y Echevarría (m. 26 de septiembre de 1746), II marqués del Salar.[1]

Casó con Rosalía de Córdoba y Aguilar. Le sucedió su hijo:
- Fernando Pérez del Pulgar y Fernández de Córdoba (m. 1763)), III marqués del Salar.[1]

Casó, el 23 de enero de 1748, con Luisa Velázquez de Carvajal, condesa de la Maseguilla. Le sucedió su hijo:
- Fernando Pérez del Pulgar y Velázquez (m. 7 de diciembre de 1810), IV marqués del Salar.[1]

Casó, el 21 de octubre de 1775, con Joaquina Varo Poblaciones, marquesa de Pozoblanco. Le sucedió su hijo:
- Fernando Pérez del Pulgar y Varo (m. 19  de mayo de 1829), V marqués del Salar.[1]

Casó, el 24 de junio de 1798, con María Soledad Ruiz de Molina y Cañaveral (m. 1847), condesa de Clavijo. Sucedió su hijo:
- Fernando Pérez del Pulgar y Ruiz de Molina (Granada, 24 de junio de 1800-23 de noviembre de 1856), VI marqués del Salar,[3] grande de España, conde de Maseguilla, marqués de Pozoblanco, VII conde de Clavijo, maestrante de Sevilla, regidor perpetuo de Loja, gentilhombre de cámara del rey, prócer y senador.[4]

Casó en primeras nupcias, el 2 de enero de 1832, con María del Carmen Fernández de Córdoba y Rojas, hija del conde de Luque. De este matrimonio nacieron: Fernando, su sucesor en el marquesado de Salar, José, que fue conde de Clavijo en 1861 por cesión de su hermano; y Mercedes, casada con Alonso Coello de Portugal y Contreras, I conde de Pozo Ancho del Rey. Contrajo un segundo matrimonio, el 27 de abril de 1840, con María del Carmen O'Lawlor y Caballero, padres de María Pérez del Pulgar y O'Lawlor, I condesa de Zenete. El 11 de septiembre de 1857 le sucedió su hijo:
- Fernando Pérez del Pulgar y Fernández de Córdoba (Granada, 31 de agosto de 1833-Madrid, 18 de febrero de 1895), VII marqués del Salar,[1] VIII marqués de Pozoblanco, VII conde de Maseguilla y caballero de la [Orden de Calatrava.[5]

Casó, el 2 de junio de 1859, con Lorenza Fernández de Villavicencio y del Corral (Marsella, 8 de diciembre de 1840-18 de febrero de 1895), VIII condesa de Belmonte del Tajo, hija de Lorenzo Francisco Fernández de Villavicencio y Cañas (1778-1859), III duque de San Lorenzo de Valhermoso, VI marqués de la Mesa de Asta, V marqués de Casa Villavicencio, X duque del Parque, XII marqués de Vallecerrato, VII marqués de Castrillo, VII conde de Belmonte del Tajo, y de su segunda esposa, María Josefa Corral y García (m. 1853). El 4 de enero de 1897 le sucedió su hijo:
- Fernando Pérez del Pulgar y Fernández de Villavicencio (m. 12 de enero de 1928),[3] VIII marqués del Salar.[1]

Casó, el 27 de abril de 1889, con Juana Muguiro y Beruete. El 28 de diciembre de 1928 le sucedió su hijo:
- Juan Pérez del Pulgar y Muguiro (m. 9 de diciembre de 1954), IX marqués del Salar.[1] El 6 de diciembre de 1957 le sucedió su hermana:

- Juana Pérez del Pulgar y Muguiro (m. 12 de mayo de 1979), X marquesa del Salar.[1] El 17 de junio de 1980 le sucedió su hermana:

- María Teresa Pérez del Pulgar y de Muguiro (m. 9 de enero de 1981, XI marquesa del Salar.[1] El 28 de mayo de 1985 le sucedió su sobrina, hija de Juan Maroto y Pérez del Pulgar (m. 1977), marqués de Pozoblanco —hijo de Juan Maroto y Polo, marqués de Santo Domingo, y de Lorenza Pérez del Pulgar y Fernández de Villavicencio, marquesa de Pozoblanco—, y de Agustina von Nagel.[6]

- Agustina Maroto y von Nagel, XII marquesa del Salar,[1] XI condesa de Clavijo, condesa de Belmonte de Tajo, marquesa de Pozoblanco, condesa de Maseguilla y III marquesa de Santo Domingo.

Casó, el 6 de junio de 1955, con Francisco María Martínez de las Rivas y Ewart. Por cesión del título, el 14 de marzo de 2013 le sucedió su hijo:
- Juan Francisco Martínez de las Rivas y Maroto, XIII marqués del Salar,[1] XIII conde de Belmonte de Tajo, XII conde de Clavijo, marqués de Pozoblanco y marqués de Santo Domingo. Le sucedió en 2023, por cesión, su hijo:

- Nicolás Martínez de las Rivas y Malagón, XIV marqués del Salar.[7]